# 利沃夫哈利茨基国际机场
利沃夫哈利茨基国际机场（羅馬化：Mizhnarodnyi aeroport "Lviv" imeni Dalyna Halytskoho），又譯利沃夫基利茨基国际机场，是位于乌克兰利沃夫的国际机场。机场距离利沃夫市区6（3.7英里）。机场有有29个值机柜台，其中9个服务国内航班，其余服务国际航班。